# Isaac Hayes
Isaac Lee Hayes, Jr. (Covington, 20 de agosto de 1942 — Memphis, 10 de agosto de 2008) foi um cantor e compositor americano. Foi uma das principais forças criativas da gravadora Stax Records, servindo como compositor e produtor ao lado do parceiro David Porter durante a metade dos anos 60. Hayes & Porter foram nomeados ao Hall of Fame em 2005 em reconhecimento por seu sucesso em composições para Sam & Dave, Carla Thomas e outros no final dos anos 60. O sucesso   "Soul Man" de Sam & Dave foi reconhecida como uma das melhores ou mais importantes canções dos últimos 50 anos pelo Grammy Hall of Fame, The Rock and Roll Hall of Fame, a revista Rolling Stone, e RIAA.
No final dos anos 60, Hayes começou a gravar, e gravou álbuns de soul com grande sucesso como Hot Buttered Soul (1969) e Black Moses (1971) como principal artista da Stax. Além de seu trabalho na música popular, Hayes foi compositor de trilhas sonoras para cinema. Seu trabalho mais conhecido, para o filme blaxploitation de 1971 Shaft, rendeu a Hayes um Óscar por "Melhor Canção Original" (o primeiro prêmio recebido por um afro-americano em uma categoria que não fosse para atuação) e dois Grammy Awards. Recebeu um terceiro Grammy pelo álbum Black Moses.
Em 1992, em reconhecimento ao seu trabalho humanitário, foi coroado como rei honorário do distrito de Ada em Gana. Hayes também atuou no cinema e televisão; de 1997 até 2006, foi a voz do personagem "Chef" para a série da Comedy Central South Park. Retirou-se do programa em razão do episódio que ironizava a seita cientologia, da qual era adepto. Em resposta, os criadores de South Park colocaram no ar durante a décima temporada a morte de Chef, ocorrida após uma lavagem cerebral, em referência à cientologia. Também teve uma música composta por ele na trilha sonora do filme Kill Bill: a canção instrumental "Run Fay Run", presente originalmente na trilha-sonora de Tough Guys.

## Biografia

### Início
Isaac Hayes nasceu em Covington, Tennessee, o segundo filho de Isaac Hayes, Sr., e Eula Hayes. Após as mortes prematuras dos pais, foi criado por seus avós, Sr. e Sra. Willie Wade, Sr. Criança de uma família pobre, cresceu colhendo algodão em fazendas próximas a Covington. Hayes conseguiu seu diploma de formação básica na escola Manassas High Schools quando tinha 21 anos. Começou a cantar aos cinco anos na igreja local e logo após aprendeu, de maneira autodidata, a tocar piano, um órgão Hammond, flauta e saxofone.

### Stax Records eShaft
Hayes começou sua carreira no começo dos anos 60, sendo músico de estúdio para vários artistas da gravadora Stax, de Memphis. Mais tarde escreveu uma série de sucessos com o parceiro David Porter, incluindo "You Don't Know Like I Know", "Soul Man", "When Something Is Wrong with My Baby" e "Hold On I'm Comin" para Sam and Dave. Hayes, Porter e a banda de estúdio da Stax, Booker T. & the MG's foram também os produtores de Sam & Dave, Carla Thomas e outros artistas da Stax durante a metade dos anos 60. Hayes e Porter contribuíram no desenvolvimento do som feito pela Stax durante este período, e Sam & Dave citam Hayes na construção de seu som e estilo. Em 1968, Hayes lançou seu álbum de estreia, Presenting Isaac Hayes, influenciado pelo jazz e altamente improvisado; o álbum foi um fracasso comercial.

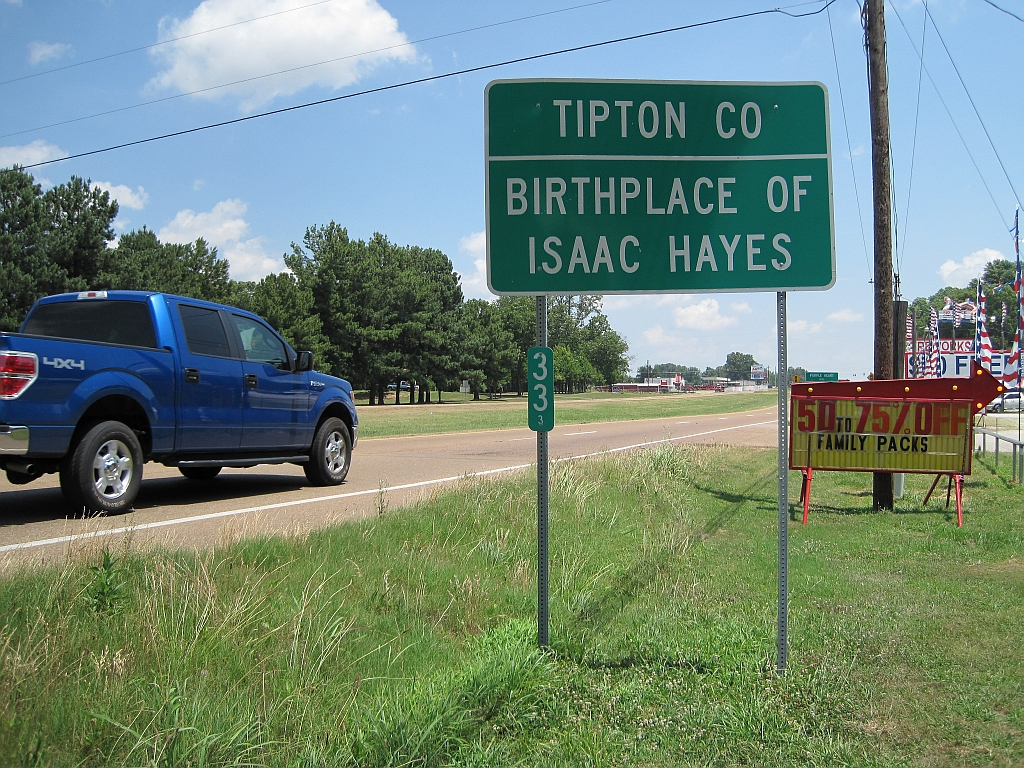
Tipton County (o local de nascimento de Isaac Hayes)

Seu próximo álbum foi Hot Buttered Soul, lançado em 1969 após a Stax ter perdas bastante consistentes. O selo tinha perdido seu maior astro, Otis Redding, em um acidente de avião em dezembro de 1967, além de ter perdido todo seu catálogo para a Atlantic Records em maio de 1968. Como consequência, o vice-presidente executivo da Al Bell pediu que 27 novos álbuns fossem feitos até a metade de 1969; Hot Buttered Soul foi o maior sucesso dentre estes álbuns. Este álbum se destaca pela imagem de Hayes (cabeça rapada, cordões de ouro, óculos de sol, etc) e seu som (músicas longas e orquestradas, órgãos pesados, instrumentos de sopro, guitarras, etc). Também neste álbum, Hayes reinterpreta "Walk On By" (que tornou famosa Dionne Warwick) em uma versão de 12 minutos. "By the Time I Get to Phoenix" começa com um monólogo de 8 minutos antes da música realmente começar. A canção original, o funk "Hyperbolicsyllabicsesquedalymistic" se estende por quase 10 minutos, uma significante mudança para o artista acostumado com as canções pop/soul de três minutos.
"Walk On By" seria a primeira de muitas vezes que Hayes pegaria uma canção de Burt Bacharach, geralmente canções curtas, feitas para Dionne Warwick ou Dusty Springfield, e transformar em uma canção demorada e totalmente soul.
Em 1970, Hayes lançou dois álbuns, The Isaac Hayes Movement e ...To Be Continued. Em The Isaac Hayes Movement, a canção de Jerry Butler "I Stand Accused" começa com os conhecidos monólogos falados de Isaac, e a canção de Bacharach "I Just Don't Know What to Do with Myself" é retrabalhada. Em …To Be Continued, outra canção de Bacharach, o clássico "The Look Of Love", é transformado em um épico de onze minutos. Uma versão editada de três minutos foi lançada como single. O álbum também continha a instrumental "Ike's Mood", e na mesma faixa uma versão de "You've Lost That Loving Feeling". Hayes lançou um single durante o Natal, "The Mistletoe and Me" (com "Winter Snow" no lado B).
No começo de 1971, Hayes compôs a trilha sonora do filme blaxploitation Shaft. No filme, Isaac aparece como o atendente no bar "No Name Bar". A faixa título, com guitarras usando wah-wah e com arranjos em camadas múltiplas, se tornaria um sucesso mundial, e passaria duas semanas no número um da parada Billboard Hot 100 em novembro. O álbum está repleto de músicas instrumentais. Outras duas canções que contém vocais, "Soulville" e a longa (dezenove minutos de duração) "Do Your Thing", seriam editadas e lançadas em singles. Hayes ganhou um Óscar por "Melhor Canção Original" por "Theme From Shaft".
Mais tarde, naquele ano, Hayes lançou um álbum duplo, Black Moses, que continha uma canção dos The Jackson 5, "Never Can Say Goodbye". Outro single, "I Can't Help It", não apareceu no álbum.
Em 1972, Hayes gravou o tema para a série de TV The Men e obteve sucesso com outro single, que estava no lado B, "Type Thang". Lançou diversos outros singles durante o ano de 72, como "Feel Like Making Love", "If Loving You Is Wrong (I Don't Want To Be Right)" e "Rolling Down a Mountainside". A Atlantic relançou o álbum de estreia neste ano com um novo título In The Beginning. O conteúdo deste álbum é idêntico ao Presenting Isaac Hayes.
Hayes voltou em 1973 com o aclamado álbum duplo, gravado ao vivo, Live At Sahara Tahoe, e seguido pelo álbum Joy, que traria uma canção título com quinze minutos de duração. Neste álbum ele deixou as versões cover. Uma versão editada de "Joy" foi lançada como single.
Em 1974, Hayes apareceu nos filmes blaxploitation Three Tough Guys e Truck Turner, e gravou a trilha-sonora de ambos. A trilha-sonora foi usada pelo diretor Quentin Tarantino em Kill Bill e usada por mais de 30 anos como tema de abertura para o programa Jornal de Esportes da rádio brasileira Jovem Pan.

### HBS (Hot Buttered Soul Records) e Falência
Por volta de 1974, Stax Records estava tendo sérios problemas financeiros, causado por vendas limitadas e distribuição deficiente. O próprio Hayes tinha débitos com o Union Planters Bank. Em setembro daquele ano, Hayes processou a Stax em 5.3 milhões de dólares. Como a Stax estava em débito e não tinha como pagar, o selo fez um acordo com Hayes e a Union Planters: Stax liberava Hayes de seus contratos de gravação e produção. Hayes formou sua própria gravadora, Hot Buttered Soul Records, que lançava seus produtos através da ABC Records. Um novo álbum, de 1975, Chocolate Chip viu Hayes abraçar o som disco. "I Can't Turn Around" se mostraria uma música popular. Este seria o último álbum de Hayes a atingir o top 40 por muitos anos. Mais tarde, naqueles anos, o álbum instrumental Disco Connection tinha um som totalmente disco.
Em 1976, a capa do álbum Juicy Fruit mostrava Hayes em uma piscina com mulheres nuas, e continha a faixa título a o clássico "Storm Is Over". Mais tarde, no mesmo ano, o álbum Groove-A-Thon apresentava os singles "Rock Me Easy Baby" e a faixa título. Embora, todos esses tenham sido considerados álbuns sólidos, Hayes não tinha mais as altas vendagens. Ele e sua esposa foram forçados a falência em 1976, pois deviam $6 milhões de dólares. Ao fim dos procedimentos da falência, em 1977, Hayes tinha perdido sua casa, muitas propriedades, e os direitos a todos os futuros royalties adquiridos pela música que ele escrevera, cantara e produzira.

### Polydor, Saída de Cena e Trabalho com Filmes
Em 1977, Hayes estava de volta, agora com um contrato com a Polydor Records. Um álbum ao vivo com duetos com Dionne Warwick foi moderadamente bem e seu novo álbum de estúdio New Horizon vendeu melhor que o anterior e teve um single de sucesso "Out The Ghetto", além da popular "It's Heaven To Me".
For The Sake Of Love de 1978 trouxe uma sequência de "Theme from Shaft" ("Shaft II"), mas ficou mais famoso pelo single "Zeke The Freak". No mesmo ano, a Fantasy Records, que tinha comprado a Stax Records, lançou um álbum com singles e canções inéditas, Hotbed, em 1978.
Em 1979, Hayes retornou ao Top 40 com Don't Let Go e a faixa título com uma roupagem disco se tornou sucesso alcançando número 18 nas paradas americanas. Também continha a clássica "A Few More Kisses To Go". Ainda em 1979 trabalhou no álbum Royal Rappin's de Millie Jackson, e uma canção em que foi coautor, "Deja Vu", se tornou um sucesso na voz de Dionne Warwick, que ganhou um Grammy por Melhor Vocal Feminino em R&B.
Nenhum dos discos And Once Again de 1980 e Lifetime Thing de 1981 produziu canções notáveis ou grande vendas, e Hayes escolheu se retirar da música procurando agora uma chance na carreira de ator.
Nos anos 70, Hayes apareceu nos filmes Shaft (1971) e Truck Turner (1974); também fez aparições na série de TV The Rockford Files. Nos anos 80 e 90, apareceu em numerosos filmes, Fuga de Nova York (1981), I'm Gonna Git You Sucka (1988), Prime Target (1991), Robin Hood: Men in Tights (1993) e Johnny Mnemonic (1995), assim como em episódios do Esquadrão Classe A e Miami Vice. Tentou um retorno ao cenário musical, incorporando batidas eletrônicas e sintetizadores em dois álbuns U-Turn de 1986 Love Attack de 1988, embora nenhum dos dois tenham alcançado sucesso.

### Retorno ao Estrelato
Hayes iniciou um retorno através da gravadora Virgin em 1995 com Branded um álbum com material inédito que atingiu vendas expressivas bem como sucesso entre a crítica especializada. Outro álbum foi lançado na mesma época, Raw and Refined apresentando uma coleção de músicas instrumentais nunca lançadas.
Em uma virada inesperada na carreira, Hayes se juntou ao elenco da série animada de TV, o controverso South Park, do canal Comedy Central. Hayes proveu a voz para o personagem "Chef", o cozinheiro da escola, da estreia do programa em 13 de agosto de 1997 (uma semana antes de 55° aniversário), até o fim da nona temporada em 2006. O papel de Chef foi perfeito para o talento de Hayes, tanto como ator como cantor, graças a sua mania de expressar suas opiniões através de sugestivas canções. Um álbum com canções da série foi lançado em 1998 com o título de Chef Aid: The South Park Album refletindo a popularidade de Chef com os fãs do programa, e a canção "Chocolate Salty Balls" foi número um no Reino Unido. Ironicamente,  quando South Park alcançou o cinema no ano seguinte com o musical South Park: Bigger, Longer & Uncut, Hayes/Chef foi o único personagem principal a não ter uma canção no filme; a única contribuição foi "Good Love," que foi incluída na trilha sonora e que apareceu originalmente no álbum Black Moses em 1971 e não aparece em nenhum momento do filme.

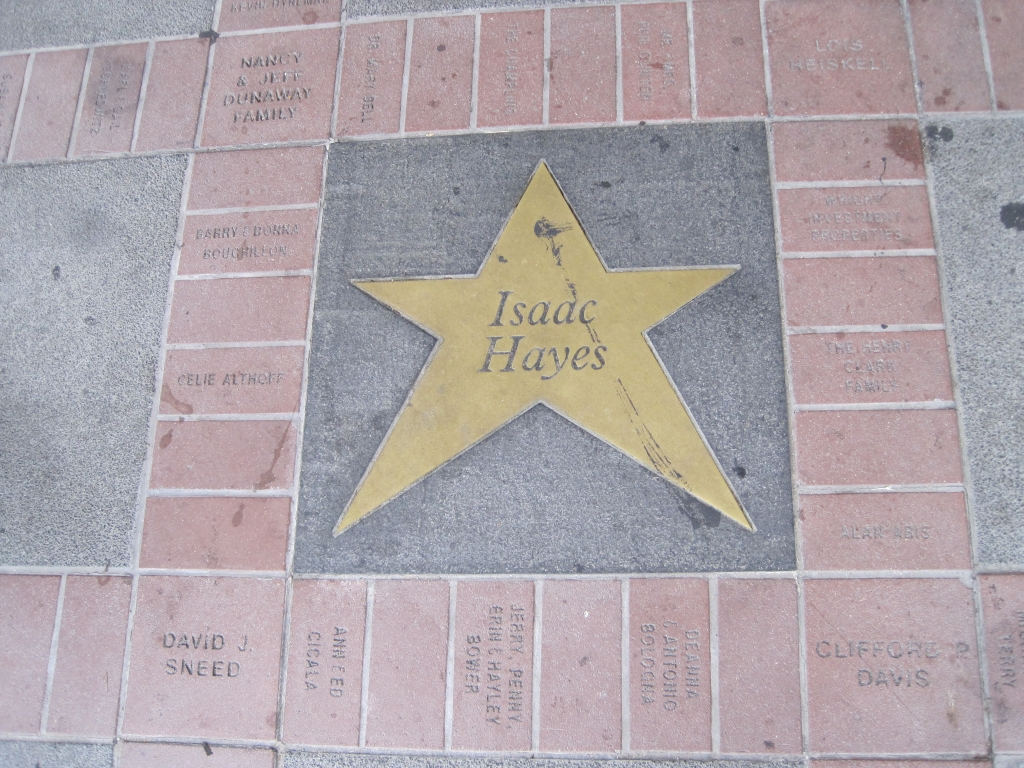
Estrela de Isaac Hayes na calçada da fama no Teatro Orpheum em Memphis, Tennessee.

Hayes foi indicado para o Rock and Roll Hall of Fame em 2002. No mesmo ano, um documentário mostrou a carreira de Isaac e seu impacto em muitas artistas de Memphis nos anos 60.
Em 2004, Hayes fez uma participação especial no seriado Stargate como um dos Jaffas. No ano seguinte, apareceu no aclamado filme independente Hustle & Flow.

### Basquetebol
Em 17 de julho de 1974, Hayes, juntamente com Mike Storen, Avron Fogelman e Kemmons Wilson se tornaram proprietários do time de basquete Memphis Tams. O time foi rebatizado de Memphis Sounds. Apesar de um crescimento no público de 66%, e terem chegado a uma semifinal em 1975 (perdendo para o time que seria campeão Kentucky Colonels), os problemas financeiros da equipe continuaram. A equipe foi vendida para um grupo em Maryland que mudou o nome do time para Baltimore Hustlers e depois para Baltimore Claws.

### Cientologia
Hayes conheceu a cientologia por volta de 1995. Contribui em diversos livros de cientologia endossando estas publicações. No livro Scientology: The Fundamentals of Thought (edição de 1997) Hayes afirma "Se você realmente quer saber sobre a mente, o espírito e a vida, leia Scientology: The Fundamentals of Thought. Isto te colocará no caminho certo!"
Hayes também aparece no filme de cientologia Orientation.
Em 2001, Hayes e Doug E. Fresh, outro músico membro da cientologia, gravaram um álbum inspirado em cientologia chamado The Joy Of Creating – The Golden Era Musicians And Friends Play L. Ron Hubbard.

## Derramee morte
Em 20 de março de 2006, Roger Friedman da Fox News noticiou que Hayes tinha sofrido um derrame em janeiro. A porta voz de Hayes, Amy Harnell, negou que Hayes teria tido um derrame, mas em 26 de outubro de 2006, o próprio Hayes confirmou que tinha tido um derrame.

Em 10 de agosto de 2008, Hayes foi encontrado inconsciente em sua casa localizada a oeste de Memphis como noticiado pelo xerife de Shelby County. O xerife atendeu ao chamado da esposa de Hayes, que encontrara seu marido no chão ao lado de uma esteira ergométrica. 

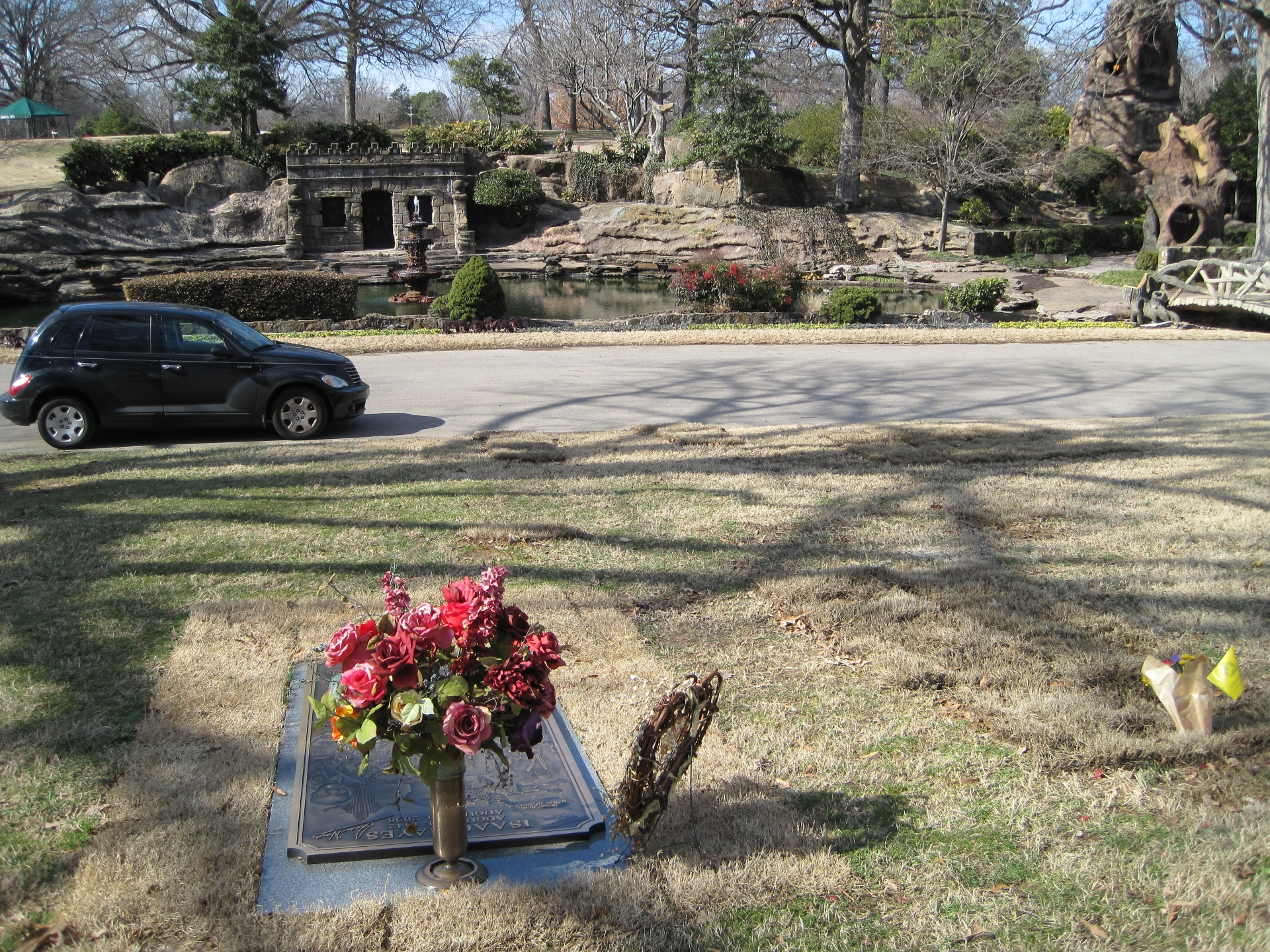
Túmulo de Isaac Hayes no cemitério de Memorial Park em Memphis.

 Hayes foi levado ao hospital Baptist Memorial Hospital em Memphis, onde foi declarado morto às 14h08. Hayes estava a dez dias de seu 66° aniversário. Foi sepultado no cemitério Memorial Park Cemetery em Memphis, Tennessee.

## South Park
No final dos anos 90, Hayes ganhou nova popularidade como a voz de Chef na série South Park do canal Comedy Central. Chef trabalhava como cozinheiro na escola infantil de South Park. A canção "Chocolate Salty Balls (P.S. I Love You)", cantada por Chef foi um sucesso internacional em 1999. Alcançou número um na parada do Reino Unido. A faixa também foi incluída no álbum Chef Aid: The South Park Album.

### Episódio Sobre Cientologia
O episódio "Trapped in the Closet", uma sátira sobre a cientologia foi ao ar em 16 de novembro de 2005, e Hayes não apareceu em seu papel de Chef. Durante sua aparição no programa de rádio Opie and Anthony por volta de um mês após o episódio ir ao ar, foi perguntado a Hayes, "O que você pensa sobre o episódio que Matt e Trey fizeram sobre a cientologia?" Ele respondeu, "Matt e Trey, satirizam todo mundo, e se você leva isso a sério, eu te venderei a ponte do Brooklyn por dois dólares. Isto é o que eles fazem".
Em entrevista para The A.V. Club em 4 de janeiro de 2006, Hayes foi questionado novamente sobre o episódio. Hayes disse que conversou com os criadores, Matt Stone e Trey Parker, "Rapazes, vocês entenderam tudo errado. Não somos assim. Eu sei que isso é o negócio de vocês, mas peguem a informação correta, porque alguém pode acreditar nisso". Disse ainda aos criadores para participarem de cursos de cientologia para entender o que eles fazem.

### Saída doSouth Park
"Existe um lugar neste mundo para a sátira, mas sátira termina quando há intolerância contra a crença religiosa de outros", ele disse um comunicado a imprensa. A resposta de Stone foi que "ele (Hayes) não tinha nenhum problema com nosso programa satirizando Cristãos, Muçulmanos, Mórmons ou Judeus". Stone acrescenta, "Nós nunca ouvimos uma reclamação de Isaac neste sentido até fazermos aquele episódio. Ele quer um tratamento diferente a despeito da religião de outros e, para mim, é onde a intolerância e intransigência começa". Stone e Parker concordaram em liberar Hayes de seu contrato.
O primeiro episódio de South Park na décima temporada (foi ao ar em 22 de março de 2006) apresentou "The Return of Chef". Usando cenas de episódios anteriores, leva a entender que Chef sofreu uma lavagem cerebral.

## Família
Hayes era pai de 12 filhos, tem 14 netos e 3 bisnetos. Sua quarta esposa Adjowa deu à luz uma menina chamada Nana Kwadjo Hayes em 10 de abril de 2006. Seu filho, Isaac Hayes III, é conhecido como produtor de hip-hop usando o pseudônimo de Ike Dirty.

## Prêmios e indicações
| Ano  | Prêmio                    | Resultado | Categoria                                                                                    | Filme, álbum ou canção                |
| ---- | ------------------------- | --------- | -------------------------------------------------------------------------------------------- | ------------------------------------- |
| 1972 | Óscar                     | Indicado  | Melhor Música, Original Dramatic Score                                                       | Shaft                                 |
| 1972 | Óscar                     | Venceu    | Melhor Canção Original (Pela canção "Theme from Shaft")                                      | Shaft                                 |
| 1972 | BAFTA Award               | Indicado  | Anthony Asquith Award for Film Music                                                         | Shaft                                 |
| 1998 | BMI Film & TV Award       | Venceu    | BMI TV Music Award                                                                           | Soul Man (Dividido com David Porter)  |
| 1972 | Golden Globe Award        | Indicado  | Melhor Canção Original (Pela canção "Theme from Shaft")                                      | Shaft                                 |
| 1972 | Golden Globe Award        | Venceu    | Best Original Score                                                                          | Shaft                                 |
| 1972 | Grammy Award              | Venceu    | Best Instrumental Arrangement (Pela canção "[Theme from Shaft]", arranjado com Johnny Allen) | Shaft                                 |
| 1972 | Grammy Award              | Venceu    | Best Original Score Written for a Motion Picture or a Television Special                     | Shaft                                 |
| 1973 | Grammy Award              | Venceu    | Best Pop Instrumental Performance By An Arranger, Composer, Orchestra and/or Choral Leader   | Black Moses                           |
| 1999 | NAACP Image Award         | Indicado  | Outstanding Lead Actor in a Comedy Séries                                                    | South Park                            |
| 2006 | Screen Actors Guild Award | Indicado  | Outstanding Performance by a Cast in a Motion Picture                                        | Hustle & Flow (Dividido com o elenco) |

## Discografia

### Álbuns
- 1967: Presenting Isaac Hayes
- 1969: Hot Buttered Soul (US #8)
- 1970: The Isaac Hayes Movement (por The Isaac Hayes Movement, US #8)
- 1970: ...To Be Continued (US #11)
- 1971: Shaft (US #1)
- 1971: Black Moses (US #10)
- 1973: Joy (US #16)
- 1973: Live at the Sahara Tahoe (US #14) (ao vivo)
- 1974: Three Tough Guys
- 1974: Truck Turner
- 1975: Disco Connection
- 1975: Chocolate Chip (US #18)
- 1976: Groove-A-Thon
- 1976: Juicy Fruit
- 1977: New Horizon
- 1977: A Man And A Woman with Dionne Warwick
- 1978: For the Sake of Love
- 1978: HotBed
- 1979: Don't Let Go (US #39)
- 1980: And Once Again
- 1981: Lifetime Thing
- 1986: U-Turn
- 1988: Love Attack
- 1995: Branded
- 1995: Raw & Refined (por The Isaac Hayes Movement)
- 2003: Isaac Hayes at Wattstax (ao vivo)
- 2004: Wonderful

### Top 40 Singles
- 1969: "Walk on By" (US #30)
- 1969: "By the Time I Get to Phoenix" (US #37)
- 1971: "Theme from Shaft" (US #1)
- 1971: "Never Can Say Goodbye" (US #22)
- 1972: "Do Your Thing" (US #30)
- 1973: "Joy" (US #30)
- 1980: "Don't Let Go" (US #18)
- 1998: (como Chef) "Chocolate Salty Balls" (UK #1)

### Produções selecionadas com David Porter
- 1965: "Candy" por The Astors
- 1965: "You Don't Know Like I Know" por Sam & Dave
- 1966: "Let Me Be Good to You" por Carla Thomas
- 1966: "B-A-B-Y" por Carla Thomas
- 1966: "Your Good Thing (Is About to End)" por Mabel John (mais tarde Lou Rawls) .
- 1966: "Hold On, I'm Comin'" por Sam & Dave
- 1967: "When Something is Wrong with My Baby" por Sam & Dave
- 1967: "Soul Man" por Sam & Dave
- 1968: "I Thank You" por Sam & Dave
- 1969: "So I Can Love You" por The Emotions (somente produção)
- 1969: "The Sweeter He Is" por The Soul Children
- 1969: "Soul Sister Brown Sugar" por Sam & Dave
- 1979: "Deja Vu" by Dionne Warwick (co-escrita por Hayes e Adrienne Anderson)
- 2000: "I Can't Go To Sleep" por Wu-Tang Clan

## Filmografia
| Ano       | Título                                 | Papel                     | Notas                                      |
| --------- | -------------------------------------- | ------------------------- | ------------------------------------------ |
| 1973      | Wattstax                               | Ele próprio               |                                            |
| 1974      | Truck Turner                           | Mac "Truck" Turner        |                                            |
| 1976      | It Seemed Like a Good Idea at the Time | Moriarty                  |                                            |
| 1976–1977 | Arquivo Confidencial                   | Gandolph Fitch            | TV, 3 episódios                            |
| 1981      | Fuga de Nova York                      | The Duke                  |                                            |
| 1985      | Esquadrão Classe A                     | C.J. Mack                 | TV, 1 episódio                             |
| 1986      | Tiro Certo                             | Jerome "Typhoon" Thompson | TV, 1 episódio                             |
| 1987      | Miami Vice                             | Holiday                   | TV, 1 episódio                             |
| 1988      | I'm Gonna Git You Sucka                | Hammer                    |                                            |
| 1990      | Fire, Ice and Dynamite                 | Hitek/Ele próprio         | Título alternativo: Feuer, Eis und Dynamit |
| 1993      | CB4                                    | Owner                     |                                            |
| 1993      | Possee                                 | Cable                     |                                            |
| 1993      | Robin Hood: Men in Tights              | Asneeze                   |                                            |
| 1993      | American Playhouse                     | Profeta                   | TV, 1 episódio                             |
| 1994      | Atraídos pelo Destino                  | Anjo Dupree               |                                            |
| 1994      | Contos da Cripta                       | Samuel                    | TV, 1 episódio                             |
| 1995      | Um Maluco no Pedaço                    | Ministro                  | TV, 1 episódio                             |
| 1996      | Flipper                                | Xerife Buck Cowan         |                                            |
| 1996      | Sliders                                | The Prime Oracle          | TV, 1 episódio                             |
| 1997–2005 | South Park                             | Chef (Voz)                | TV, 137 episódios                          |
| 1998      | Blues Brothers 2000                    | The Louisiana Gator Boys  |                                            |
| 1999      | South Park: Maior, Melhor e Sem Cortes | Chef (Voz)                |                                            |
| 1999      | The Hughleys                           | The Man                   | TV, 2 episódios                            |
| 2000      | Reindeer Games                         | Zook                      |                                            |
| 2000      | Shaft                                  | Mr. P                     | Não creditado                              |
| 2001      | Dr. Dolittle 2                         | Possum (Voz)              |                                            |
| 2002      | A Educação de Max Bickford             | "Night Train" Raymond     | TV, 1 episódio                             |
| 2002      | Fastlane                               | Detetive Marcus           | TV, 1 episódio                             |
| 2003      | Girlfriends                            | Eugene Childs             | TV, 2 episódios                            |
| 2005      | Hustle & Flow                          | Arnel                     |                                            |
| 2005–2006 | Stargate                               | Tolok                     | TV, 4 episódios                            |
| 2008      | Homens do Soul                         | Ele próprio               |                                            |
| 2008      | Kill Switch                            | Coroner                   |                                            |
| 2008      | Return to Sleepaway Camp               | Charlie                   |                                            |